# Antonius van Paduakerk (Breedeweg)
De Antonius van Paduakerk is een parochiekerk in het Nederlandse Breedeweg in de gemeente Berg en Dal.
De kerk werd in 1949 in gebruik genomen als opvolger van de oorspronkelijke kerk uit 1935 van Marinus Jan Granpré Molière, die in 1944 tijdens de Tweede Wereldoorlog verwoest was. 
Per 1 januari 2024 werd de Antonius van Paduakerk aan de eredienst onttrokken. De kapel behoudt haar sacrale functie.